# 君は僕のなにを好きになったんだろう/ベリー ベリー ストロング〜アイネクライネ〜
「君は僕のなにを好きになったんだろう/ベリー ベリー ストロング〜アイネクライネ〜」（きみはぼくのなにをすきになったんだろう/ベリー ベリー ストロング〜アイネクライネ〜）は、2007年6月20日に発売された斉藤和義32作目のシングル。発売元はSPEEDSTAR RECORDS。

## 解説
アルバム『紅盤』からのシングルカットでダブル表題曲扱い。
「君は僕のなにを好きになったんだろう」は、前作「ウエディング・ソング」と同じく一倉宏が作詞を手掛け、「ウエディング・ソング」前の恋愛における不安と葛藤をテーマに制作された楽曲。
「ベリー ベリー ストロング〜アイネクライネ〜」は、アルバムの「紅盤」バージョンを基に新たにコーラス・ティンパニ・シンセサイザー・エレクトリック・ギター・ドラムを追加収録した。
通常盤と初回限定盤の2形態で発売。初回限定盤にはダブル表題曲のミュージック・ビデオ、前作「ウエディング・ソング」ミュージック・ビデオ未発表バージョンが収録された全3曲入りDVDと、「斉藤×伊坂幸太郎コラボレーション短編小説「アイネクライネ」、伊坂が本作用に新たに書き下ろした続編・短編小説「ライトヘビー」の2編が収載の小説本を同梱。

## 収録曲
全曲　作曲・編曲： 斉藤和義
1. 君は僕のなにを好きになったんだろう（5：59）[4]
  - 作詞：一倉宏
2. ベリー ベリー ストロング〜アイネクライネ〜（シングルバージョン）（6：42）[4]
  - 作詞：斉藤和義・伊坂幸太郎
3. 君は僕のなにを好きになったんだろう（バージョン2）（5；44）[4]
  - 作詞：一倉宏

## 初回限定盤DVD
1. 「君は僕のなにを好きになったんだろう」ミュージック・ビデオ
2. 「ベリー ベリー ストロング ～アイネクライネ～」ミュージック・ビデオ
3. 「ウエディング・ソング」ミュージック・ビデオ [完全生弾き語り（未発表）バージョン]